# Hemidactylus imbricatus
Espèce
Synonymes
- Homonota fasciata Blyth, 1854
- Teratolepis fasciata (Blyth, 1854)

Statut de conservation UICN

 LC  : Préoccupation mineure
Hemidactylus imbricatus est une espèce de geckos de la famille des Gekkonidae.

## Répartition
Cette espèce est endémique du Pakistan. Elle se rencontre dans le sud du Pendjab et au Sind. Elle ne se rencontre pas en Inde ou au Sri Lanka pour Bauer et al.  2008.

## Habitat
Ce gecko se cache sous les roches en attendant la nuit. Il vit dans un climat relativement sec (semi-désertique voire désertique). Les températures sont élevées durant la journée, allant de 28 à 35 °C aux points les plus chauds. la nuit les températures chutent à 20-25 °C.

Durant l'hiver, la température chute aux environs de 20 °C la journée et aux environs de 15 °C la nuit.

## Description
C'est un gecko insectivore, nocturne et terrestre d'aspect assez svelte. Il est plutôt gris clair de base, avec des motifs brun-marron, sous forme de points sur les côtés et les pattes, et sous forme de petites lignes longitudinales sur le dos. Il ne possède pas de pelotes adhésives (setae), mais possède par contre des pattes adaptées à la marche sur le sable. Sa queue fait penser à la tête d'un serpent, ce qui explique le nom courant anglais de viper gecko, soit gecko vipère.

## Reproduction
Ces geckos sont matures vers 18 mois pour les femelles, et vers 12 mois pour les mâles. Les hémipénis sont visibles sous la peau à la base de la queue chez les mâles. les femelles sont globalement plus claires.
La reproduction est déclenchée par la remontée des températures après l'hiver.
La femelle pond deux œufs à la fois, tous les quatorze jours environ. Elle peut effectuer jusqu'à dix pontes durant l'été. Les œufs sont en général déposés dans un endroit plus frais et plus humide, à l'abri sous des branches ou des rochers par exemple.
Les œufs incubent durant environ deux mois. Le sexe des petits est déterminé par la température d'incubation. Des températures vers 26 °C donnent une majorité de femelles, et à partir de 30 °C une majorité de mâles.

## Taxinomie
Cette espèce a été décrite sous le nom Homonota fasciata par Edward Blyth dans un article de Thomas Caverhill Jerdon. Elle devient Teratolepis fasciata quand elle est transférée dans Teratolepis par Günther. En 2009, quand Teratolepis est placé en synonymie avec Hemidactylus le nom Hemidactylus fasciatus est préoccupé par Gray, 1842, le nom de remplacement Hemidactylus imbricatus lui est donné.

## En captivité
Ce gecko se rencontre en terrariophilie.

## Philatélie
Cette espèce a été représentée sur un timbre de 30 x. du Vietnam en 1983.

## Publications originales
- Bauer, Giri, Greenbaum, Jackman, Dharne & Shouche, 2008 : On the Systematics of the Gekkonid Genus Teratolepis Günther, 1869: Another One Bites the Dust. Hamadryad, vol. 32, no 2, p. 90-104.
- Jerdon, 1854 "1853" : Catalogue of Reptiles inhabiting the Peninsula of India. Journal of the Asiatic Society of Bengal, vol. 22, p. 462-479 (texte intégral).